# Simen Hegstad Krüger
Simen Hegstad Krüger (Hønefoss, 13 de marzo de 1993) es un deportista noruego que compite en esquí de fondo.
Participó en tres Juegos Olímpicos de Invierno, obteniendo en total cuatro medallas, tres en Pyeongchang 2018, oro en las pruebas de 30 km y relevo 4 × 10 km (junto con Didrik Tønseth, Martin Johnsrud Sundby y Johannes Høsflot Klæbo) y plata en 15 km, y bronce en Pekín 2022, en 50 km.
Ganó siete medallas en el Campeonato Mundial de Esquí Nórdico entre los años 2021 y 2025.

## Palmarés internacional
| Juegos Olímpicos   | Juegos Olímpicos            | Juegos Olímpicos  | Juegos Olímpicos |
| Año                | Lugar                       | Medalla           | Prueba           |
| ------------------ | --------------------------- | ----------------- | ---------------- |
| 2018               | Pyeongchang (Corea del Sur) | Medalla de oro    | 30 km            |
| 2018               | Pyeongchang (Corea del Sur) | Medalla de oro    | Relevo 4 × 10 km |
| 2018               | Pyeongchang (Corea del Sur) | Medalla de plata  | 15 km            |
| 2022               | Pekín (China)               | Medalla de bronce | 50 km            |
| Campeonato Mundial |                             |                   |                  |
| Año                | Lugar                       | Medalla           | Prueba           |
| 2021               | Oberstdorf (Alemania)       | Medalla de plata  | 15 km            |
| 2021               | Oberstdorf (Alemania)       | Medalla de plata  | 30 km            |
| 2021               | Oberstdorf (Alemania)       | Medalla de bronce | 50 km            |
| 2023               | Planica (Eslovenia)         | Medalla de oro    | 15 km            |
| 2023               | Planica (Eslovenia)         | Medalla de oro    | 30 km            |
| 2023               | Planica (Eslovenia)         | Medalla de oro    | Relevo 4 × 10 km |
| 2025               | Trondheim (Noruega)         | Medalla de bronce | 50 km            |